# 志田未来
志田 未来（しだ みらい、1993年5月10日 - ）は、日本の女優。神奈川県出身。研音所属。

## 略歴
1999年6月、セントラル子供劇団に入団。
2000年9月、TBS『永遠の1/2』第3話でドラマ初出演。
2002年『借王ファイナル』で映画初出演。
2005年7月、日本テレビ『女王の教室』で民放連続ドラマ初レギュラー出演。
2006年4月、研音に移籍。10月、日本テレビ『14才の母』で連続ドラマ初主演。
2008年7月、日本テレビ『正義の味方』で山田優とダブル主演。
2009年1月、『誰も守ってくれない』で映画初主演。10月、TBS『小公女セイラ』で2度目の連続ドラマ主演。
2010年2月、エランドール賞受賞。7月、TBS『ハンマーセッション!』で連続ドラマに主演。7月、『借りぐらしのアリエッティ』で声優初挑戦にして映画主演。
2013年5月、YouTubeオリジナル番組「志田ちゃんねる」開設。
2015年11月、『オレアナ』で舞台初出演。
2017年8月、フジテレビ（東海テレビ制作）『ウツボカズラの夢』で7年ぶりの連続ドラマ主演。
2018年9月、一般男性と結婚。

## 受賞
- 2005年
  - 第46回ザテレビジョンドラマアカデミー賞 新人俳優賞（『女王の教室』）[5]
- 2006年
  - TV LIFE 2006年間ドラマ大賞 主演女優賞、新人賞・主演女優賞（『14才の母』）[6]
  - 第44回ギャラクシー賞 奨励賞（『14才の母』）[7]
- 2007年
  - 第15回橋田賞 新人賞（『14才の母』）
    - 第11回で受賞した上戸彩の最年少記録17歳を大幅に更新する13歳での受賞。[8][9]
- 2008年
  - 第58回ザテレビジョンドラマアカデミー賞 主演女優賞（『正義の味方』）[10]
- 2009年
  - 第63回ザテレビジョンドラマアカデミー賞 主演女優賞（『小公女セイラ』）[11]
    - 10代で2度の受賞は史上初。
- 2010年
  - 第33回日本アカデミー賞 新人俳優賞（『誰も守ってくれない』）[12]
  - エランドール賞 新人賞（『誰も守ってくれない』、『さくら道』、『黒部の太陽』、『小公女セイラ』）[13]

## 人物
- 趣味特技は散歩と漫画を読むこと[14]。
- 好きな食材のひとつにツナを挙げており、缶詰から直接スプーンですくって食べるのが1番美味しいと語っている[15]。
- 中学は“屋内の運動部”という理由でバドミントン部に所属していたが、試合に出たことは一度も無かった[16]。高校では、風紀委員を務めた[15]。
- 川島海荷は高校の同級生であり、親友である。
- 懸賞マニアで「毎日応募している」という[17]。

- アニメ好きであり、好きな作品に『クレヨンしんちゃん』、『ノーゲーム・ノーライフ』を挙げている[18]。
- 声優の松岡禎丞の大ファンであり、松岡のいない配信で「本当に好きです」と熱弁しており、好きなアニメ作品『ノーゲーム・ノーライフ』について「（主演声優を務める）松岡禎丞さんの良さが全て詰まった作品」と語っている[18]。
- アイドルグループ「FRUITS ZIPPER」のファンであることを公言しており、ミュージック・ビデオ撮影地の聖地巡礼やライブに参加している様子を自身のSNSにて報告している[19][20][21]。

## 出演

### 映画
- 借王ファイナル（2002年3月、日活） - 安斉美里 役
- 劇場版 仮面ライダー555 パラダイス・ロスト（2003年8月、東映/テレビ朝日） - ミナ（幼少） 役
- 特捜戦隊デカレンジャー THE MOVIE フルブラスト・アクション（2004年9月、東映/テレビ朝日） - レスリー星の少女 役
- 雨鱒の川（2004年11月、ミコット・エンド・バサラ） - 高倉小百合（幼少） 役
- 春の雪（2005年10月、東宝/フジテレビジョン） - 綾倉聡子（幼少） 役
- 椿山課長の七日間（2006年11月、松竹/朝日新聞社/テレビ東京） - 蓮子 役
- 母べえ（2008年1月、松竹/読売新聞社/テレビ朝日） - 野上初子 役
- 誰も守ってくれない（2009年1月、東宝/フジテレビジョン） - 主演・ 船村沙織/大野沙織 役
- 食堂かたつむり（2010年2月、ミコット・エンド・バサラ/東宝/アミューズ/TBS） - 桃 役
- POV〜呪われたフィルム〜（2012年2月） - 主演・志田未来（本人） 役
- 遺体 明日への十日間（2013年2月、ファントム・フィルム） - 照井優子 役
- 映画 ST 赤と白の捜査ファイル（2015年1月、東宝） - 青山翔 役
- おかあさんの木（2015年6月、東映） - サユリ 役[22]
- 青空エール（2016年8月20日、東宝） - 森優花 役[23]
- 泣き虫ピエロの結婚式（2016年9月24日） - 主演・佳奈美 役 ※竜星涼とのW主演[24]
- グッドモーニングショー（2016年10月8日、東宝） - 三木沙也 役[25]
- 伊藤くん A to E（2018年1月12日、ショウゲート） - 野瀬修子 役[26]
- ラプラスの魔女（2018年5月4日、東宝） - 奥西哲子 役[27]
- ＃ハンド全力（2020年7月31日、イオンエンターテイメント/エレファントハウス/ラビットハウス） - テルテル 役[28]
- 窓辺にて（2022年11月4日、東京テアトル） - 有坂ゆきの 役
- 鬼平犯科帳 血闘（2024年5月10日、松竹） - おりん 役
- 劇場版 ACMA:GAME 最後の鍵（2024年10月25日、東宝） - 黒田蘭 役[29]
- シンペイ〜歌こそすべて（2025年1月10日、シネメディア） - 敏子 役[30]

### テレビドラマ

#### 連続ドラマ
- 少年たち3（2002年8月 - 9月、NHK総合） - 千田小百合 役
- スチュワーデス刑事7（2003年1月、フジテレビ） - 黒澤杏子（幼少） 役
- 川、いつか海へ 6つの愛の物語 第1話・第6話（2003年12月、NHK総合） - 海江田多実（幼少） 役
- 万引きGメン二階堂雪13（2005年5月、TBS）
- 女王の教室（2005年7月 - 9月、日本テレビ） - 神田和美 役
  - 女王の教室 エピソード1（2006年3月）
- 探偵学園Q（日本テレビ） - 美南恵（メグ） 役
  - 探偵学園Q（2006年7月）
  - 探偵学園Q（2007年7月 - 9月）
- サプリ（2006年7月 - 9月、フジテレビ） - 紺野なつき 役
- 14才の母（2006年10月 - 12月、日本テレビ） - 主演・一ノ瀬未希 役
- わたしたちの教科書（2007年4月 - 6月、フジテレビ） - 藍沢明日香 役
- ドリーム☆アゲイン（2007年10月 - 12月、日本テレビ） - 藤本雛/朝日奈雛 役
- 正義の味方（2008年7月 - 9月、日本テレビ） - 主演・中田容子 役
- SMAP×SMAP ちょっといい話「美術教師」（2009年3月、関西テレビ・フジテレビ） - 主演・小林可奈子 役
- 黒部の太陽（2009年3月、フジテレビ） - 滝山光子 役
- 小公女セイラ（2009年10月 - 12月、TBS） - 主演・黒田セイラ 役
- ハンマーセッション!（2010年7月 - 9月、TBS） - 主演・立花楓 役
- 秘密（2010年10月 - 12月、テレビ朝日） - 主演・杉田藻奈美/直子 役
- ブルドクター（2011年7月 - 9月、日本テレビ） - 武田美亜 役
- ゴーストママ捜査線〜僕とママの不思議な100日〜（2012年7月 - 9月、日本テレビ） - 上原葵 役
- 信長のシェフ（2013年1月 - 3月、テレビ朝日） - 夏 役
  - 信長のシェフ2（2014年7月 - 9月）
- ST（日本テレビ） - 青山翔 役
  - ST〜警視庁科学特捜班〜（2013年4月10日）
  - ST 赤と白の捜査ファイル（2014年7月 - 9月）
- なるようになるさ。（2013年7月 - 9月、TBS） - 内田陽子 役[31]
  - なるようになるさ。 第2シリーズ（2014年4月22日 - 6月24日）
- まっしろ（2015年1月 - 3月、TBS） - 松岡菜々 役[32]
- 連続テレビ小説（NHK）
  - とと姉ちゃん 第62話、第77話（2016年6月14日・7月1日） - 田所竜子（お竜） 役[33][34]
  - エール 22週 - （2020年11月12日） - 畠山まき子 役[35]
- はじめまして、愛しています。 第7話 - 最終話（2016年8月25日 - 9月15日、テレビ朝日） - 黒川泉 役 [36]
- レンタル救世主（2016年10月 - 12月、日本テレビ） - 百地零子 役[37]
- ウツボカズラの夢（2017年8月5日 - 9月30日、東海テレビ・フジテレビ系） - 主演・斉藤未芙由 役[38]
- 伊藤くん A to E（2017年8月16日 - 10月4日、TBS / 8月21日 - 10月2日、MBS） - 野瀬修子 役[26]
- 明日の君がもっと好き（2018年1月20日 - 3月10日、テレビ朝日） - 黒田梓 役
- クロスロード3 群衆の正義（2018年12月2日 - 23日、NHK BSプレミアム） - 見崎茜 役[39]
- ハケン占い師アタル（2019年1月17日 - 3月14日、テレビ朝日） - 神田和実 役[40]
- 監察医 朝顔　第2話 - 最終話（2019年7月 - 9月、フジテレビ） - 安岡光子 役[41]
  - 監察医 朝顔 特別編（2019年9月30日）
  - 監察医 朝顔 第2シーズン（2020年11月2日 - 2021年3月22日）
  - 監察医 朝顔2025新春スペシャル（2025年1月3日）[42]
- 美食探偵 明智五郎 第1話・第2話・第5話 - 第9話<最終話>（2020年4月12日 - 6月28日、日本テレビ） - 古川茜 / 林檎 役
- SUPER RICH（2021年10月14日 - 12月23日、フジテレビ） - 田中リリカ 役
- いぶり暮らし（2022年4月4日 - 6月27日、BS松竹東急） - 主演・頼子 役[43]
- ファーストペンギン! 第2話 - 最終話（2022年10月12日 - 12月7日、日本テレビ） - 山藤そよ 役[44]
- ブラッシュアップライフ（2023年1月8日 - 3月12日、日本テレビ） - 近藤遥 役[45]
- リエゾン -こどものこころ診療所-（2023年1月20日 - 3月10日、テレビ朝日） - 堀凛 役[46]
- 勝利の法廷式（2023年4月13日 - 6月15日、読売テレビ・日本テレビ） - 主演・神楽蘭 役[47]
- ブラックポストマン（2023年8月18日 - 9月29日、テレビ東京） - 草薙桃 役[48]
- ゆりあ先生の赤い糸（2023年10月19日 - 12月14日、テレビ朝日） - 前田有香 役[49]
- うちの弁護士は手がかかる（2023年12月15日、フジテレビ） - 大橋いずみ 役
- ビリオン×スクール（2024年7月5日 - 9月13日、フジテレビ） - 光井ひかる 役[50]
- 下山メシ（2024年11月15日 - 12月27日、テレビ東京） - 主演・いただきみねこ 役[51]
- 北くんがかわいすぎて手に余るので、3人でシェアすることにしました。（2025年7月1日 - 、関西テレビ・フジテレビ） - 比留間東子 役[52]

#### スペシャルドラマ・単発ドラマ
- ぬくもり（2000年9月、日本テレビ） - 村山可奈（幼少） 役
- 外科医有森冴子II（2000年10月、日本テレビ） - 小川理恵 役
- 死刑台のロープウェイ（2001年7月、テレビ東京） - 不二木杏子 役
- 茉莉子（2001年11月、NHK総合） - 木野茉莉子（幼少） 役
- 犬笛（2002年3月、テレビ東京） - 秋津良子 役
- ざこ検事 潮貞志の事件簿（TBS） - 潮千寿 役
  - ざこ検事 潮貞志の事件簿（2002年12月）
  - ざこ検事 潮貞志の事件簿2（2004年3月）
  - ざこ検事 潮貞志の事件簿3（2005年9月）

- ほんとにあった怖い話（フジテレビ）
  - 春の恐怖ミステリー「父の想い」（2003年4月） - 真利江（幼少） 役
  - 「何かがそこにいる」（2005年1月） - 主演・笹田理恵 役
  - 10周年記念「心霊動画」（2009年8月） - 主演・武藤由香里 役
- ハルとナツ 届かなかった手紙（2005年10月、NHK総合） - 主演・ 高倉ナツ 役
- 鯨とメダカ（2008年5月、フジテレビ） - 今井サチコ 役
- さくら道（2009年3月、読売テレビ） - 小林美樹 役
- 卒うた 第1夜「Best Friend」（2010年3月、フジテレビ） - 主演・高野あゆみ 役
- 世にも奇妙な物語 2011年 秋の特別編「いじめられっこ」（2011年11月、フジテレビ） - 主演・堂島百合 役
- 3夜連続スペシャルドラマ・ブラックボード〜時代と戦った教師たち〜 第2夜（2012年4月6日、TBS） - 古沢ゆかり 役
- 秋のドラマ特別企画・リセット〜本当のしあわせの見つけ方〜（2012年9月30日、毎日放送） - 香山知子（高校時代） 役
- ドラマWスペシャル・尋ね人（2012年11月3日、WOWOW） - 大前美月（杉田美月（十朱幸代）の50年前） 役
- ドラマスペシャル 検事の死命（2016年1月17日、テレビ朝日） - 増田陽子 役[53]
- 月曜ゴールデン・浅見光彦シリーズ35「風のなかの櫻香」（2016年3月28日、TBS） - 櫻香 役[54]
- 最上の命医 2017（2017年8月23日、テレビ東京） - 手塚里香 役[55]
- 悪魔が来りて笛を吹く（2018年7月28日、NHK BSプレミアム） - 椿美禰子 役[56]
- キミの墓石を建てに行こう。（2018年10月28日、フジテレビTWO） - 朝田梨花 役[57]
- 月曜名作劇場 内田康夫サスペンス「警視庁岡部班2」〜多摩湖畔殺人事件〜（2018年11月12日、TBS） - 橋本千晶 役
- 警部補・碓氷弘一 〜マインド〜（2018年11月25日、テレビ朝日） - 篠宮梓 役[58]
- 月曜プレミア8「ドラマスペシャル 堂場瞬一サスペンス ラストライン 刑事 岩倉剛」（2020年6月29日、テレビ東京） - 伊東彩香 役[59][60]
- 池波正太郎原作 「武士とその妻」（2022年3月12日、BS-TBS） - 恵津 役[61]
- ACMA:GAME アクマゲーム ワールドエンド（2024年10月25日、日本テレビ） - 黒田蘭 役[62][63]
- 下山メシ 高崎篇（2025年6月27日、テレビ東京） - 主演・いただきみねこ 役[64]

#### ゲスト出演
- 永遠の1/2 第3話（2000年9月、TBS）
- 初体験 第3・4話（2002年1月、フジテレビ）
- 薔薇の十字架 第5話（2002年11月、フジテレビ）
- 仮面ライダー龍騎 第49話（2003年1月、テレビ朝日） - ミライ 役[65]
- 愛し君へ 第3話（2004年5月、フジテレビ） - 中川里奈 役
- 霊感バスガイド事件簿 第6話（2004年5月、テレビ朝日） - 篠崎由季（幼少） 役
- ヴォイス〜命なき者の声〜 第6話（2009年2月、フジテレビ） - 相馬朋子 役
- BOSS 第6話（2009年5月、フジテレビ） - 石原由貴 役
- 鍵のかかった部屋 第8話（2012年6月4日、フジテレビ） - 中田友香 役
- ダンダリン 労働基準監督官 第4話（2013年10月23日、日本テレビ） - 真田佑美 役
- バイプレイヤーズ 〜もしも6人の名脇役がシェアハウスで暮らしたら〜 第8話（2017年3月4日、テレビ東京） - 志田未来（本人） 役[66]
- コウノドリ 第2シリーズ 第1話（2017年10月13日、TBS） - 早見マナ 役[67]
- 重要参考人探偵 第2話（2017年10月27日、テレビ朝日） - 乙原ゆり 役
- ハラスメントゲーム 第1話（2018年10月15日、テレビ東京） - 小川麻衣 役
- レンタルなんもしない人 第1話（2020年4月9日、テレビ東京） - 大宮亜希 役[68]
- バイプレイヤーズ 〜名脇役の森の100日間〜 第1話（2021年1月9日（8日深夜）、テレビ東京） - 志田未来（本人） 役
- 准教授・高槻彰良の推察 第1話（2021年8月7日、「東海テレビ×WOWOW共同製作連続ドラマ」、フジテレビ系） - 平原まりか 役[69]
- ドラマ「家、ついて行ってイイですか?」 第1話（2021年8月14日、テレビ東京） - 湊久美子 役[70]
- ミステリと言う勿れ 第10話（2022年3月14日、フジテレビ） - 沙也加 役[71]
- 悪女（わる）〜働くのがカッコ悪いなんて誰が言った?〜 第1話（2022年4月13日、日本テレビ） - 大井美加 役[72]
- 大河ドラマ どうする家康 第12・24・25話（2023年3月26日・6月25日・7月2日、NHK） - 糸（今川氏真の妻） 役[73]
- うちの弁護士は手がかかる 第10話（2023年12月15日、フジテレビ） - 大橋いずみ 役
- 鬼平犯科帳 本所・桜屋敷（2024年1月8日、時代劇専門チャンネル） - おりん 役
- しょせん他人事ですから 〜とある弁護士の本音の仕事 第1話・第2話（2024年7月19日・26日、テレビ東京） - 桐原こずえ 役[74]
- 全領域異常解決室 第1話（2024年10月9日、フジテレビ） - 松宮ひより 役[75]
- ホットスポット 第6話 - 最終話（2025年2月16日 - 3月16日、日本テレビ） - 真鍋瑞稀 役[76]
- なんで私が神説教 第2話・第4話 - 最終回（2025年4月19日・5月3日 - 6月14日、日本テレビ） - 鈴木愛花 役[77]

### Webドラマ
- 【推しの子】（2024年11月28日 - 12月5日、Amazon Prime Video） - 鮫島アビ子 役[78]

### 舞台
- オレアナ（2015年11月6日 - 29日、東京・PARCO劇場／12月2日、愛知・穂の国とよはし芸術劇場PLAT 主ホール／12月5日・6日、福岡・北九州芸術劇場 中劇場／12月8日、広島・アステールプラザ 大ホール／12月12日・13日、大阪・森ノ宮ピロティホール） - キャロル 役[2]
- 母と惑星について、および自転する女たちの記録（2016年7月7日 - 31日、東京・PARCO劇場／8月4日、宮城・電力ホール／8月9日、広島・アステールプラザ 大ホール／8月13日・14日、福岡・北九州芸術芸術 中劇場／8月16日、新潟・新潟市民芸術文化会館 劇場／8月20日・21日、大阪・梅田芸術劇場 シアター・ドラマシティ） - シオ 役[79][80][81]
- いきなり本読み！in BOOTCAMP！（2025年7月2日 - 5日〈予定〉、大阪・梅田芸術劇場 シアター・ドラマシティ）[82]

### 劇場アニメ
- 借りぐらしのアリエッティ（2010年7月、スタジオジブリ / 東宝 / 日本テレビ） - 主人公・アリエッティ 役[83]
- 風立ちぬ（2013年7月、スタジオジブリ / 東宝 / 日本テレビ） - 堀越加代 役[84][85]
- クレヨンしんちゃん 襲来!!宇宙人シリリ（2017年4月、東宝） - 志田未来（本人） 役[86]
- 僕のヒーローアカデミア THE MOVIE 〜2人の英雄〜（2018年8月、東宝） - メリッサ・シールド 役[87]
- 泣きたい私は猫をかぶる（2020年6月18日配信開始、Netflix[注 1]） - 主人公・ムゲ / 笹木美代 役[90]

#### 吹き替え
- トゥモローランド（2015年6月6日、ウォルト・ディズニー・ジャパン） - 主人公・ケイシー・ニュートン〈ブリット・ロバートソン〉 役[91]

### テレビアニメ
- 僕のヒーローアカデミア 第58話・第159話（2018年8月25日・2024年10月12日、日本テレビ） - メリッサ・シールド 役（第58話）、エルクレス 役（第159話）

### WEBアニメ
- 実験都市DIVER CITY（2020年） - ミラ 役[92]

### ラジオドラマ
- FMシアター（NHK-FM）
  - 『背番号のない夏』（2025年5月10日） - 柴田奈々 役[93]

### オリジナルビデオ
- ウルトラセブン誕生35周年“EVOLUTION”5部作 EPISODE4「イノセント」（2002年5月22日、VAP/円谷プロ） - 子供形態のミツコ 役

### プロモーションビデオ
- ROCK'A'TRENCH「Every Sunday Afternoon」（2008年8月、ワーナーミュージック・ジャパン）

### インターネットテレビ
- ★ヒナ脳ブログ（ドリーム☆アゲインのスピンオフ）（2007年10月、第2日本テレビ） - 主演・藤本雛/朝日奈雛 役
- ミュードラ 第4弾 春のまぼろし（2010年2月、itunes/フジテレビ On Demand） - 主演・ハル 役
- LISMOドラマ 第18弾 恋色円舞（こいいろワルツ）（2010年11月、au） - ナツ 役
- LISMOドラマ 第31弾 POV 〜志田未来のそれだけは見ラいで!〜（2011年12月、au） - 志田未来（本人） 役
- みつめてそらして for Valentine（2024年2月2日 - 、TikTok） - 主演（畑芽育、一ノ瀬颯、水沢林太郎とクワトロ主演）[94]

### ドキュメンタリー
- ザ・ノンフィクション（フジテレビ） - ナレーション
  - 「愛はみえる 全盲夫婦の“たからもの”」（2009年6月28日）
  - 「わすれない それからの家族……」（2012年7月15日）[95]
  - 「都会を捨てた若者たち 前編〜27歳の迷い道〜」（2022年6月19日）
- Earth friendlyスペシャル「北極圏3000キロ!白夜の大航海 ホッキョクグマの聖地を行く」（2012年9月1日、BS朝日） - ナレーション[96]
- 報道ステーション（2013年5月15日、テレビ朝日） - ナレーション
- あきらめない〜福島・名門野球部の1200日〜（2014年8月23日、BSフジ） - ナレーション[97]
- ヨーロッパいちばん旅行記（2014年10月17日 - 、BS朝日） - ナレーション[98]
- ホテルの窓から〜見る知る歩く世界の街〜（2014年11月6日、BS日テレ） - 語り
- スポーツ×ヒューマン（NHK総合）　- ナレーション
  - 「どんなときもあなたを信じるバドミントン 福島由紀 廣田彩花」（2019年9月2日）
  - 「ふたり 戦い抜いて バドミントン フクヒロペア」（2021年9月6日）
  - 「迷わず シュートを なでしこジャパン 藤野あおば」（2024年7月12日）

### ラジオ
- 今晩は 吉永小百合です（2007年3月、TBSラジオ）
- 鈴木敏夫のジブリ汗まみれ（2010年7月、TOKYO FM）
- 東京コンシェルジュ（2010年7月、J-WAVE）

### バラエティ
- 土曜特集 ドラマ「ハルとナツ」直前SP もっと知りたいブラジル!（2005年10月、NHK総合）
- 女王の教室 全話ノーカット完全版!（2005年12月、日本テレビ） - 司会
- くまのプーさん7つの秘密!（2006年2月、日本テレビ） - 司会
- ダイワハウススペシャル レオナルド・ダ・ヴィンチ巨大壁画を今夜発見（2008年4月、日本テレビ）
- 金曜プレステージ 熱血教師SP 居場所をください4 愛と涙の密着1000日（2010年3月、フジテレビ）
- ナウシカからアリエッティまで ジブリアニメのテーマソング大集合（2010年8月、NHK総合） - 司会
- お笑い脱出ゲーム（フジテレビ、2020年10月8日） - 主催者（MC）

### ゲーム
- 二ノ国II レヴァナントキングダム（2018年3月23日発売） - 主演・エバン 役[99]

### CM
- 公文式（1999年）[100]
- バンダイ
  - 「おジャ魔女どれみ リースポロン」（2000年8月）[100]
  - 「リュックつきTシャツ」（2000年4月）
- 小学館「入学準備 小学一年生スタート号」（2000年9月）[100][101]
- 日本テレコム「マイライン」（2000年11月）[101] - 明石家さんまと共演
- ブリストルマイヤーズ・ライオン「バファリン」（2002年）
- 日立マクセル
  - 「マクセルDVD」（2005年10月）（第43回ギャラクシー賞 選奨）
- マーベラス
  - 牧場物語シリーズ10周年記念イメージガール（2006年9月）
  - ニンテンドーDS 牧場物語 キミと育つ島（2006年12月）
  - Wii 牧場物語 やすらぎの樹（2007年6月）
  - マーベラスエンターテイメント応援団長（2007年9月）
  - ニンテンドーDS 牧場物語 キラキラ太陽となかまたち（2008年1月）
- ハウス食品「フルーチェ」（2007年2月）
- ブリヂストンサイクル「通学自転車アルベルト」（2009年1月）
- ブルボン
  - 「フルーツガムアソート3」（2009年3月）
  - 「くだものいっぱいゼリー」シリーズ（2010年2月）
  - 「牛乳でおいしくホットなココア」（2010年10月）
  - 「焦がしチーズせん・焦がしポテトせん」（2012年3月） - 芦田愛菜と共演
  - 「アルフォートミニチョコレート」（2014年9月 - ） - 向井理と共演
  - 「果実の入った贅沢ソルベ」（2016年5月）[102]
  - 「プチシリーズ」（2019年3月） - 秘書 役。吉田鋼太郎と共演[103]
- ソニーミュージック
  - UVERworld ニューシングル「哀しみはきっと」（2009年10月）
- レベルファイブ「ニンテンドー3DS ファンタジーライフ」（2012年12月）
- ダイハツ 「ムーヴ」（2013年5月 - ）
- ガシー・レンカー・ジャパン「プロアクティブ」（2013年12月 - ）[104]
- 味の素「パルスイートビオリゴ」（2015年4月 - ）[105]
- DHC「DHC 濃密うるみ肌 オールインワンリッチジェル」（2018年4月 - ）[106]
- 経済産業省 ジブン アップデート（2024年11月） - リスキリングを通じたキャリアアップ支援事業[107]

### カタログ・パンフレット
- 伊勢丹 七五三[100]
- クラフトマックス フィットパターンSUN[100]
- 日本ハム
- ブリヂストンサイクル
- newn「COHINA」[108]

### Webサイト
- 志田未来日記 研音グループ KEN-ON Message（2006年6月 -）
- 志田マネ日記 研音グループ 携帯サイト KEN-ON Message（2006年9月 -）
- きょうの未希事 NTV 14才の母 公式サイト（2006年12月）
- 志田未来がK-Shopに来店! Yahoo!JAPAN KEN-ON オフィシャルチャンネル（2008年11月）
- 動く!!写真集 「しろあそび、あかあそび。」 ほか 角川ザテレビジョン 携帯サイト（2009年3月）
- 志田未来さんがドラマの見所を紹介する 未来の予告、TBS 小公女セイラ 公式サイト（2009年10月）
- 小公女セイラ プレミアムブログ かんたん&かわいいブログ yaplog!（2009年10月）

## 主なイベント
- ハウルの動く城 大サーカス展 入場者80600人（ハウル）突破記念式典 東京都現代美術館（2005年8月）
- 日本テレビ夏休みキャンペーン 学校って、なに? みんなの学校（2007年7月）
- 東京ゲームショウ2007 幕張メッセ（2007年9月）
- サンタバーバラ国際映画祭（2009年1月）
- パームスプリングス国際映画祭（2010年1月）
- 借りぐらしのアリエッティ×種田陽平展 内覧会/開会式 東京都現代美術館（2010年7月）

## デジタル写真+ムービー作品集
- 志田未来『ひだまり』（2012年8月31日、ファンプラス・GザテレビジョンPLUS配信、撮影：MARRON.、動画：三浦洋平）

## 書籍
- 女王の教室 ザ・ブック（2005年9月、日本テレビ放送網）ISBN 4-8203-9961-6
- コドモizm コドモノチカラ（2005年12月、ジャイブ）（表紙）ISBN 4-86176-219-7
- 14才の母 ザ・ビジュアルブック（2006年12月、日本テレビ放送網）ISBN 4-8203-9977-2
- 未来日記（2009年10月、アメーバブックス新社）ISBN 978-4-344-99151-4
- 少年と少女の一週間 借りぐらしのアリエッティ ガイドブック（2010年7月、角川書店）ISBN 978-4-04-854523-5
- 三鷹の森ジブリ美術館 GUIDE BOOK 2010-2011 迷子になろうよ、いっしょに。（2010年8月、徳間書店）ISBN 978-4-19-720306-2

### 写真集
- 14才・15才・16才の未来（2009年11月6日、角川マーケティング、撮影：河野英喜）ISBN 978-4-04-895068-8[109]
- 未来〜小さいですけど、何か?〜(TOKYO NEWS MOOK)（2012年3月28日、東京ニュース通信社、撮影：細居幸次郎）ISBN 978-4-86336-213-0[110]
- 志田未来 20歳写真集 ありがとう（2014年1月11日、KADOKAWA / 角川マガジンズ、撮影：河野英喜）ISBN 978-4-04-731889-2[111]
- AM / PM（2018年5月10日、ワニブックス、撮影：寺田茉布）ISBN 978-4-8470-8114-9[112]

### 新聞
- 讀賣新聞夕刊 未来の目線 （2007年10月12日）（連載）
- 日本経済新聞 平成人きらり 20年の節目迎えた平成（2008年1月1日）

### 雑誌
- 週刊ザテレビジョン 志田未来 14歳のキモチ♡ノート （2007年9月、角川ザテレビジョン）（連載）
- 週刊ザテレビジョン 志田未来のピュアエッセー 15歳の未来形 （2008年5月、角川ザテレビジョン）（連載）
- 週刊ザテレビジョン/月刊ザテレビジョン 志田未来の気ままなひとりごと 16歳の未来色 （2009年5月、角川マーケティング）（連載）